# Anton van Gijn
Anton van Gijn (Dordrecht, 17 september 1866 – Den Haag, 11 mei 1933) was een Nederlands Thesaurier-Generaal en minister.
Van Gijn stamt uit een Dordtse patriciërsfamilie. Hij was een econoom uit de oud-liberale school, pleitbezorger van vrijhandel en specialist op het gebied van de openbare financiën. In 1892 promoveerde Van Gijn aan de Universiteit Leiden op het proefschrift Herziening van de belastbare opbrengst van ongebouwde eigendommen.
Hij trouwde op 12 maart 1896 met Gijsberta Johanna Maas Geesteranus (1873-1947) met wie hij een dochter kreeg: Abigaël van Gijn (1902-?).
In 1905 werd hij de opvolger van Rudolf Patijn als 'administrateur der Generale Thesaurie', zeg maar de Thesaurier-Generaal maar die term werd pas in 1909 in Nederland ingevoerd en toen werd Van Gijn als zodanig benoemd. In die functie was hij steun en toeverlaat van enkele ministers van Financiën. In 1916 werd hijzelf minister als opvolger van Treub, maar na een jaar is hij alweer afgetreden na een conflict met zijn collega's over de rijksuitgaven. Later werd hij hoogleraar in Leiden en voorzitter van de fractie van (de Liberale Staatspartij) "De Vrijheidsbond" in de Tweede Kamer.